# Walt Lemon
Walter "Walt" Lemon Jr. (Chicago, Illinois, 26 de julio de 1992) es un jugador de baloncesto estadounidense que pertenece a la plantilla del Ezzahra Sports de la Liga de baloncesto de Túnez. Con 1,91 metros de estatura, juega en la posición de base.

## Trayectoria deportiva

### Universidad
Jugó cuatro temporadas con los Braves de la Universidad Bradley, en las que promedió 13,2 puntos, 3,2 rebotes, 2,8 asistencias y 1,7 robos de balón por partido. En sus dos últimas temporadas fue incluido tanto en el segundo mejor quinteto de la Missouri Valley Conference como en el mejor quinteto defensivo. Además, en 2012 y 2013 formó parte también del mejor quinteto mejorado de la conferencia. Acabó su carrera con 1.721 puntos anotados, la séptima mejor marca de la historia de la universidad, y la mejor desde que el máximo anotador de todos los tiempos en los Braves, Hersey Hawkins, lograra 3.008 en 1988.

### Profesional
Tras no ser elegido en el Draft de la NBA de 2014, jugó las Ligas de Verano de la NBA con los Golden State Warriors, promediando 3,5 puntos y 1,7 asistencias en cuatro partidos que disputó. El 10 de septiembre fichó por el EGIS Körmend de la Nemzeti Bajnokság I/A húngara, pero tras doce partidos en los que promedió 18,6 puntos y 3,5 asistencias por partido, decidió rescindir el contrato en el mes de diciembre.
En febrero de 2015 fichó por el Crailsheim Merlins de la Basketball Bundesliga hasta final de temporada. Disputó ocho partidos, promediando 6,4 puntos y 1,1 asistencias.
El 31 de octubre de 2015 fue elegido por los Fort Wayne Mad Ants en la segunda ronda del Draft de la NBA D-League, con los que jugó una temporada en la que promedió 13,5 puntos y 3,4 asistencias por partido.
El 15 de julio de 2016 fichó por el İstanbulspor Beylikdüzü de la TBL turca, donde disputó 22 partidos como titular, en los que promedió 13,9 puntos y 4,0 asistencias, hasta que en febrero de 2017 se marchó al Rethymno BC de la A1 Ethniki griega, pero regresó a su país en ooviembre para jugar de nuevo en los Fort Wayne Mad Ants. El 21 de febrero de 2018 firmó un contrato por 10 días con los New Orleans Pelicans de la NBA.
En julio de 2018 firmó un contrato dual con los Boston Celtics de la NBA y su filial en la G League, los Maine Red Claws.
En verano de 2020, firma con el Hapoel Tel Aviv B.C. de la Ligat Winner, para disputar la temporada 2020-21.
El 11 de septiembre de 2021, firma por el Ezzahra Sports de la Liga de baloncesto de Túnez.

## Estadísticas de su carrera en la NBA

### Temporada regular
| Año     | Equipo      | PJ | PT | MPP  | %TC  | %3P   | %TL  | RPP | APP | ROB | TPP | PPP  |
| ------- | ----------- | -- | -- | ---- | ---- | ----- | ---- | --- | --- | --- | --- | ---- |
| 2017-18 | New Orleans | 5  | 0  | 7.0  | .438 | 1.000 | .667 | .4  | 1.0 | .0  | .2  | 3.4  |
| 2018-19 | Chicago     | 6  | 3  | 27.8 | .437 | .400  | .727 | 4.5 | 5.0 | 1.8 | .2  | 14.3 |
| Total   | Total       | 11 | 3  | 18.4 | .437 | .500  | .714 | 2.6 | 3.2 | 1.0 | .2  | 9.4  |